# Misión a Marte
Misión a Marte (título original: Mission to Mars) es una película de ciencia ficción dirigida por Brian De Palma y estrenada el 10 de marzo de 2000. Protagonizada por Gary Sinise, Tim Robbins, Connie Nielsen, Don Cheadle y Jerry O'Connell. La película narra acerca del rescate de la primera misión tripulada al planeta Marte, la cual tuvo un misterioso y catastrófico resultado.

## Argumento
En 2020 se lanza la misión Marte I hacia el planeta Marte, comandada por Luke Graham. A su llegada, el equipo descubre una formación blanca brillante en la región de Cydonia, que sospechan puede ser indicio de agua subterránea, útil para una futura colonización humana. Después de informar a la Estación Espacial Mundial que orbita la Tierra, van a investigar la formación y detectan una señal de radio en su sistema de comunicaciones. Inicialmente, el radar informa que la formación es de metal, pero cuando aumentan la potencia del radar, aparece un gran vórtice que mata a todos excepto a Luke. Después de que el vórtice disminuye, se revela que la formación es parte de un gran rostro humanoide.
El evento crea un pulso electromagnético que la estación espacial observa, seguido de un mensaje de socorro de Luke. Al darse cuenta de que Luke no podría haberse ido porque el pulso habría dañado el sistema informático del Vehículo de Retorno a la Tierra (ERV), reutilizan la misión Marte II para convertirla en un rescate.
Meses después, cuando Rescate Marte, formado por el comandante Woody Blake, su esposa Terri Fisher, el reciente viudo Jim McConnell y el técnico Phil Ohlmyer, se acerca a la órbita de Marte, descubren que todas las imágenes satelitales del área de formación están cubiertas de estática. Micrometeoritos dañan las líneas de combustible externas y provocan la explosión de los motores. La tripulación se ve obligada a abandonar la nave y viajar en sus trajes espaciales al Módulo de Reabastecimiento en una órbita cercana sobre Marte. Woody se lanza hacia el módulo y logra atarle una correa, pero pierde el control y comienza a descender a la atmósfera marciana. Terri intenta rescatar a Woody, pero sabiendo que se quedaría sin combustible antes de alcanzarlo, Woody se quita el casco y se suicida para salvarla.
Los supervivientes llegan a la superficie marciana y comienzan a reparar el ERV. Encuentran a Luke viviendo en un invernadero que cultivó para obtener oxígeno y comida, gracias a lo cual ha podido sobrevivir. Luke les muestra imágenes de la cara y les revela que tras estudiar la señal que escucharon descubrió que se trataba de un mensaje codificado que describía una secuencia de ADN similar al humano, pero con menos cromosomas.
Jim deduce que no es una secuencia diferente sino incompleta, determinando que quien construyó la cara de Cydonia dejó el mensaje esperando que los humanos se identifiquen usando su ADN como contraseña para ser aceptados; por lo mismo, el vórtice era un sistema de seguridad que se activó ya que malinterpretó las transmisiones del equipo del Marte I como una contraseña incorrecta. 
Aunque tienen un lapso limitado para despegar antes que una tormenta los deje varados en el planeta, el equipo decide intentar descubrir el misterio; por ello completan la secuencia de ADN en el mensaje y lo retransmiten hasta la cara marciana, logrando que se active una abertura en el lateral de la estructura. Jim, Terri y Luke deciden dirigirse a la formación, mientras Phil se queda para terminar de reparar el ERV. A Phil se le ordena lanzarse, con o sin ellos, antes de que llegue la tormenta.
Los tres astronautas entran por la abertura, que se cierra tras ellos y de inmediato se activa una proyección holográfica tridimensional que muestra al sistema solar como era hace cientos de millones de años en el pasado, cuando el planeta Marte estaba cubierto de agua y era la cuna de una civilización sumamente avanzada, hasta que el planeta fue golpeado por un gran asteroide y quedó inhabitable. La proyección de un marciano revela que los nativos migraron en naves espaciales hasta otra estrella lejana, pero antes, sembraron al entonces estéril planeta Tierra con su ADN, con la intención de crear vida que algún día podría aterrizar en Marte y ser reconocida como su descendencia, siendo este el origen de la vida en el planeta. Se ofrece una invitación para que su grupo siga a los marcianos hasta su nuevo hogar. Jim acepta la invitación, se despide de Terri y Luke y queda sellado dentro de una pequeña cápsula. Terri y Luke regresan corriendo al ERV y llegan justo cuando Phil está a punto de despegar mientras una pequeña sonda despega llevando a Jim camino al nuevo mundo de los marcianos.

## Reparto
| Actor               | Personaje                                                                              |
| ------------------- | -------------------------------------------------------------------------------------- |
| Gary Sinise         | Jim McConnell, piloto del Mars II                                                      |
| Tim Robbins         | Woodrow "Woody" Blake, comandante del Mars II                                          |
| Jerry O'Connell     | Phil Ohlmyer, ingeniero de vuelo del Mars II                                           |
| Don Cheadle         | Luke Graham, comandante del Mars I                                                     |
| Kim Delaney         | Maggie McConnell                                                                       |
| Armin Mueller-Stahl | Ramier Beck (no acreditado). Comandante estadounidense de la Estación Espacial Mundial |
| Elise Neal          | Debra Graham                                                                           |
| Connie Nielsen      | Terri Fisher, médico y especialista científica del Mars II                             |
| Marilyn Norry       | Louise                                                                                 |
| Peter Outerbridge   | Sergei Kirov                                                                           |
| Kavan Smith         | Nicholas Willis                                                                        |
| Jill Teed           | Reneé Coté                                                                             |

## Premios y candidaturas
| Año  | Premio             | Categoría                       | Candidato      | Resultado            |
| ---- | ------------------ | ------------------------------- | -------------- | -------------------- |
| 2000 | Cahiers du Cinéma  | Top 10 de las mejores películas | Misión a Marte | 4° puesto            |
| 2000 | Festival de Cannes | Sección oficial                 | Misión a Marte | Fuera de competencia |
| 2001 | Razzie Awards      | Peor director                   | Brian De Palma | Candidato            |